# Flick-affaire
De Flick-affaire (ook Flick-partijdonatiesschandaal) verwijst naar een in de geschiedenis van de Bondsrepubliek Duitsland in de jaren 1980 ontdekt politiek schandaal. Het Flick-concern bleek jarenlang heimelijke donaties aan politieke partijen te hebben gedaan, zowel voor de  cultivatie van het politieke landschap (in het Duits: Pflege der politischen Landschaft), zoals de Flick-manager Eberhard von Brauchitsch het uitdrukte, als mogelijk ook met de bedoeling om specifieke besluitvormingsprocessen, die belangrijk waren voor het Flick-concern en haar bestuursvoorzitter Friedrich Karl Flick, een voor het concern gunstige wending te geven door het West-Duitse federale ministerie van Economische Zaken te beïnvloeden. 
Een van de voornaamste politieke slachtoffers van de Flick-affaire was de toenmalige minister van Economische Zaken Otto Graf Lambsdorff. 
De Flick-affaire leidde tot een duidelijke vertrouwensbreuk van de bevolking tegenover de bij de affaire betrokken politieke partijen. 